# 갈말도서관
갈말도서관은 강원특별자치도 철원군 갈말읍 지포리 소재의 도서관이다.

## 연혁
- 1998.01.31 갈말도서관 개관
- 2005.09.08 철원군 공공도서관 운영규정 발령 및 공포
- 2009.01.04 도서관 관리프로그램 KOLASIII 도입
- 2009.03.10 디지털자료실 개관
- 2009.04.01 갈말도서관 홈페이지 오픈
- 2012.03.01 동화구연교실 운영
- 2015.04.01 철원군 도서관 통합 홈페이지 구축

## 시설현황
도서관 건물은 지하 1층, 지상 2층으로 구성되어 있다. 지하 1층에는 보존 서고와 보일러실이 있으며, 지상 1층에는 디지털자료실, 아동자료실, 유아자료실, 장애인자료실, 휴게실, 도서관사무실이 있고, 지상 2층에는 종합자료실, 문학자료실, 자유열람실, 시청각실, 휴게실로 구성되어 있다.

## 이용 안내
이용 시간
- 자료실: 매일 09:00 ~ 18:00
- 자유열람실: 하절기 (3월 ~ 10월) 09:00 ~ 22:00 / 동절기 (11월 ~ 2월) 09:00 ~ 21:00

휴관일
- 매주 월요일
- 국경일
- 정부지정 공휴일
- 기타 관장이 필요하다고 지정한 날